# Горан Деспотовски
Горан Деспотовски  (Вршац, 13. август 1972) српски је визуелни уметник, професор на Академији уметности у Новом Саду на катедри за сликарство. Члан је УЛУС-а и СУЛУВ-а од 1999. године. Излагао је на великом броју колективних и 68 самосталних изложби у Југославији, Србији и иностранству. Носилац је бројних признања и награда.  

## Живот и каријера
Рођен је у Вршцу 1972. године. Дипломирао је на Вишој школи ликовних и примењених уметности у Београду (1995); на Академији уметности у Новом Саду завршио је основне академске (1999) и магистарске студије сликарства (2003), и стекао звање: Доктор уметности – Ликовне уметности (2018), одбраном пројекта Tрaгoви eгзистeнциje – Судбинa пojeдинцa и њeгoвo изoстajaњe у коме је oбухвaћeнo сагледавање појединих социјалних и друштвених пojaвa кoje су значајно утицалe на положај и живoт појединца. Teмaтски oквир дoктoрскoг рaдa нaстao je кao рeзултaт прeтхoдних истрaживaњa, спрoвeдeних у двeмa студијамa (Плутати и Социјалан). На Академији уметности у Новом Саду је и запослен (од 2004). Изабран је у звање редовног професора, за ужу уметничку област Сликарство (од 2019). Председник је Савеза удружења ликовних уметника Војводине (од 2017).

## Дело
Деспотовски је према речима Мишка Шуваковића у свом стваралаштву... успоставио специфичан модел неоконцептуалног истраживања односа објекта и фигуре, те ефеката тела/фигуре између сиромашне уметности, перформативности акционе уметности, афекативности нових медија и аналитике свакодневице савременог људског живота у културалним студијама.
Деспотовски је започео истраживања касних деведесетих година двадесетог века у домену лоцирања парадоксалне границе између фигуративног и примарног сликарства те, затим, у подручју сложених објектних, фигуративних, телесних и репрезентативних инсталација.
Аутор је бројних пројеката у оквиру АУНС-а и СУЛУВ-а. У СУЛУВ-у руководи пројектом „Повежи, обележи“, као аутор тематског концепта Избрисани у коме уметници који учествују у пројекту говоре о свом искуству, утицајима на личну иконографију у стваралаштву, као и о повратку у деведесете кроз трагове сећања. / Аутор је пројекта СМИЦ. покретна форма: У фокусу пројекта СМИЦ. је покретна форма, односно уметничко дело (објекат, аудио-видео инсталација…) у формату који је у просторно-временском смислу мањих димензија и опсега. Експерименталну покретну форму карактерише: употреба нових материјала, истраживачки приступ у вишемедијском пољу, организациона реализација, просторно и амбијентално представљање, напредни сегменти (интеракција, интерфејси, кинетика, роботика, електроника, видео, анимација…) или на основу периодике поступака по искуствима авангарде, покретни (редимејд, асамблаж, покретне скулптуре…). Из Пројекта СМИЦ. и нових уметничких пракси развијају се пројекти: Релације тела, концепт тела (природа, покрет, емоција, форма…), тело: живо тело, технолошко тело, тело објекат, генерисано тело, фикција и илузија, тело кроз доживљај, привид. Као и пројекат Померај у кôду базиран на истраживању слике дигиталних медија (нове екранске слике и симулације) у којима су различити прикази на основу пиксел и/или векторске слике. Кôд, као симбол, који сугерише на кретање форме и облика, звука, светла, боје… којим се омогућава кретање, акција, интеракција, претварање једног облика комуникације у други.  У оквиру Академије уметности Нови Сад, аутор је пројекта Разлике реализованог 28 пута. Реализација пројекта се одвија на годишњем нивоу, активно кроз дискусије и изложбе ангажованих професора и студената учесника. Сви учесници се могу изразити кроз практичне радове и теоретске садржаје који обухватају савремену уметничку праксу. Пројекат је отворен за креативни судар различитих и другачијих уметничких, друштвених, социјалних и политичких форми изражавања у циљу истраживања области социјалне, економске, културне и политичке вредности разлика. Као и другим пројектима. 

## Изложбе
Самосталне изложбе (избор) / Излагао је на 68 самосталне изложбе:
- 2024. Изложба ЕОН, Мала градска галерија, Сента
- 2023. Савремена галерија Суботица, Трагови егзистенције, Subscript III[4]
- 2022. Пројекат Огрлица[5], Дочек ЕПК Нови Сад; die prekARTe / Штајерска јесен, Грац; Уметничка галерија Крушевац[6], Трагови егзистенције Subscript II; Родно сведочење[7], Културни дистикт, Калеидоскоп културе Нови Сад.
- 2021. Изложба Брчкање – Цивил[8]. Галерија савремене уметности, Панчево; Изложба Subscript I[9], Национална галерија, Чифте хамам, Скопље, Република северна Македонија; Изложба Серија 41, Август 2016.[10] Мали ликовни салон КЦ Нови Сад, 2021.
- 2018. Изложба ASC/DESC, Интернационални фестивал Дунавски дијалози, Простор, Петроварадин; Докторски уметнички пројекат Трагови егзистенције – Судбина појединца и његово изостајање, Студентски културни центар Нови Сад, Фабрика.
- 2017. Културни центар „Лаза Костић“, Сомбор, Мртва вода; Галерија савремене уметности, Панчево, Мртва вода.
- 2016. Огранак академије наука и уметности, Платонеум, Нови Сад, Мртва вода.
- 2015. Музеј Козаре, Приједор, БиХ, Република Српска, Резонанта; ХДЛУ Казамат, Осијек, Социалан; Културни центар Вршац; Културни центар „Магацин“, Социалан; Београд; Градска галерија, Ужице, Социалан; Културни центар Инђија, „Кућа Вујновића“, Социалан;
- 2014. Галерија Фондације „Данило Киш“, Суботица; Галерија „Меандер“, Апатин, Избрисани.
- 2013. Галерија савремене уметности, Смедерево, Социалан; Галерија „Блок“, Београд, Логички склопови; Галерија савремене уметности, Ниш, Павиљон у Тврђави, Социалан; Галерија удружења ликовних и примењених уметника, Краљево, Социалан; Галерија 73, Београд, Социалан.
- 2012. Савремена галерија, Зрењанин, Социалан; Галерија УЛУВ-а, Нови Сад, Логички склопови; Галерија удружења ликовних и примењених уметника, Краљево, Избрисани.ASC/DESC2009. Самостална изложба у оквиру Међународног фестивала „Патософирање“, Смедерево, Плутати; Метелкова, Галерија „Алкатрез“, Љубљана, Словенија, Плутати; Галерија Дома омладине, Београд, Плутати;
- 2008. Галерија „Пyгмалион“, Темишвар, Румунија, Плутати; Галерија УЛУС-а, Београд, Преклопи; Музеј савремене уметности Војводине, Нови Сад, Плутати.
- 2005. Центар за визуелну културу „Златно око“, Нови Сад; Савремена галерија, Зрењанин; Културни центар, Центар за савремену културу „Конкордија“, Вршац.
- 2003. Салон ‘77, Галерија савремене уметности, Ниш.
- 2001. Центар за савремену културу „Конкордија“, Вршац; Галерија СКЦ-а, Крагујевац; Галерија савремене уметности, Панчево.
- 2000. Галерија УЛУВ-а, Нови Сад; Центар за савремену културу „Конкордија“, Вршац; Галерија савремене уметности „Лаза Костић“, Сомбор; Културни центар Новог Сада, Ликовни салон Трибине младих, Нови Сад,  и др.Синдром неравнотеже

Колективне изложбе (избор) Издвојена учешћа на колективним изложбама у земљи и иностранству:
2024. Дунавски дијалози, О (ауто)деструкцији и против ње, МСУВ; | Међународни бијенале уметности минијатуре, Горњи Милановац; | ПУТОВАЊЕ. Аквизиције 2023, Савремена галерија Суботица; | Фигура-човек, Art expo, Нови Сад; | Пројекат Слика, Галерија Академије уметности, Нови Сад; | Крај језика - Још једном о Витгенштајну, Музеј савремене уметности у Београду, Галерија легат Милице Зорић и Родољуба Чолаковића, Београд; | 2023.  Камен папир маказе. 7. Мадрид; | На путевима српске уметности 1923 - 2023: Од Коњовића до Марине Абрамовић, Бел арт галерија, Дистрикт, Нови Сад;  Трилес I, Галерија звоно, Галерија Вилине воде, Београд; | Скулптура после скулптуре, Темишвар; | 2022. Ликовна јесен, Сомбор; | 26. Видеомедеја, Нови Сад; | Тријенале проширених медија, УЛУС, Београд; | СЛИКА/САДА, 16. Уметнички павиљон „Цвијета Зузорић“, УЛУС; | Међународни бијенале уметности минијатуре, Горњи Милановац; | 2021. Савремена уметност Индонезија (ICAD), Гранд Кеманг, Џакарта; | МФРУ – 27. Међународни фестивал рачунарске уметности, Марибор, Словенија; | 2020. Нећу може, хоћу мора, Уметнички павиљон „Цвијета Зузорић“, Београд; | 15. Међународно бијенале уметности минијатуре, Горњи Милановац; | Изложба Удружења ликовних уметника Крушевца – Градска савремена галерија, Аранђеловац; | 2019. IV Нишки салон: 12/2, Галерија савремене ликовне уметности, Официрски Дом, Ниш, Србија; | Изложба део програма на Дунавским дијалозима, Триаде фондација, Темишвар; | Актуелна српска графичка сцена – један поглед, Галерија савремене ликовне уметности, Официрски дом, Ниш; | Камен папир маказе, Велика галерија, Дортмунд, Немачка; | Изложба застава мађарских и српских уметника – Дунавски дијалози – фестивал савремене уметности, Изложба Заставе идентитета, Галерија Аросита, Софија, Бугарска; | Изложба вајара/ки Србије – Летњи салон скулптуре, Народни музеј, Панчево; | Изложба вајара/ки Србије – Летњи салон скулптуре, Павиљон „Цвијета Зузорић“, Београд; | 2018. Камен папир маказе, Галерија гензАрт, Холабрун, Аустрија; | ПАТЕМ 2017, Факултет ликовних уметности, Скопље, Македонија; | Актуелна српска графичка сцена, Национална уметничка академија, Софија, Бугарска; | 14. Међународни бијенале уметности минијатуре, Горњи Милановац; | 2017. Колекција Вунерштедиш осигурање – Србија, Кућа легата, Београд; | 38. Сусрет акварелиста, Уметничка колонија „Ечка“, Савремена галерија, Зрењанин; | Изложба Неподношљива лакоћа транзиције, Српски културни центар, Париз, Француска; | 2016.  Музеј Козаре, Међународно бијенале радова на папиру, Приједор; | 13. Међународни бијенале уметности минијатуре, Горњи Милановац; | Аквизиција – откупи и поклони, 2012–2015, Музеј савремене уметности Војводине, Нови Сад; | 2015. Пригушена егзистенција, Савремена уметничка сцена Србије, Кошице, Словачка; | Пројекат Слика, Музеј савремене уметности Војводине, Нови Сад; | 2014. Пригушена егзистенција, Савремена уметничка сцена Србије, Музеј савремене умјетности Републике Српске; | Конфликти, провокације, релације, изазови, стрепње, енергије, одлучности..., Поглед на уметничку сцену Војводине 1995–2014, Музеј савремене уметности Војводине; | 2013. Реанимација, Студентски културни центар Нови Сад, Фабрика; | Пригушена егзистенција, Национални музеј ликовних уметности Тајвана, у Тајчунгу; | 7. Научни скуп Српско-хрватски политички односи у 20. веку – заштита идентитета, Голубић, Хрватска; | Национална галерија Македоније, Скопље, Македонија; | VI Интернационално бијенале пастела, Краков; | XVII Пролећни анале, Чачак; | Магмарт, VIII Видеоарт Фестивал, Италија; | Пројекат Слика, Галерија 73, Београд; |СИТУАЦИЈЕ, Инсталације у Војводини, Музеј савремене уметности Војводине, Нови Сад; и друге. 

## Награде и признања
- 2025. - Награда за ликовну и визуелну уметност “Сава Шумановић” [19]2025. Галерија БелАрт и Арт еxпо;
- 2022. - 26. Видеомедеја, награда Богданка Познановић[20] за најбољи медијски пројекат
- 2022. - Гран при 16. Међународног бијенала уметности минијатуре, Горњи Милановац
- 2014. - Награда Ликовна јесен, Сомбор
- 2013. - Награда/Медаља XVII[21] Пролећног анала, Чачак
- 2012. - Прва награда Новембарски салона, Краљево
- 2007. - Награда за експериментални акварел VII бијенала акварела Зрењанин
- 2002. - Награда СКЦ на V Бијеналу младих, Вршац
- 2001. - Награда YУ палета младих, Врбас
- 2000. - Похвала СКЦ, VI Бијенала младих, Вршац